# Andrea Seccafien
Andrea Seccafien (Guelph, Ontario; 27 de agosto de 1990) es una corredora de fondo canadiense y fue especialista en los 5000 metros.

## Carrera
En 2010, Seccafien se matriculó en la Universidad de Samford, en los Estados Unidos. Tras dos años, se trasladó a la Universidad de Guelph, en la provincia de Ontario (Canadá), para estudiar Economía y Ciencias Políticas. En 2013, ganó el título nacional de 5000 m en los Campeonatos de Canadá. Se perdió la temporada de 2015 por una lesión en el pie. En mayo de 2016, corrió una marca personal de 15:17,81 minutos, clasificándose así para los Juegos Olímpicos de 2016. En julio de 2016, fue nombrada oficialmente miembro del equipo olímpico canadiense.
Representó a Canadá en los Juegos Olímpicos de Tokio 2020, en la que acabó decimoquinta en la competición de 5000 metros femeninos. En 2021, Seccafien batió el récord canadiense de 10 000 m en el Sound Running Track Meet con un tiempo de 31:13,94 minutos.

## Resultados

### Por temporada
| Representando a Canadá | Representando a Canadá               | Representando a Canadá | Representando a Canadá | Representando a Canadá | Representando a Canadá |
| ---------------------- | ------------------------------------ | ---------------------- | ---------------------- | ---------------------- | ---------------------- |
| Año                    | Competición                          | Lugar                  | Puesto                 | Modalidad              | Marca                  |
| 2016                   | Juegos Olímpicos                     | Río de Janeiro         | 11.ª (H2)              | 5.000 metros           | 15:30,32 min.          |
| 2017                   | Golden Gala Pietro Mennea            | Roma                   | 6.ª                    | 5.000 metros           | 15:08,59 min.          |
| 2017                   | Campeonato Mundial de Atletismo      | Londres                | 13.ª (H1)              | 5.000 metros           | 15:19,39 min.          |
| 2019                   | Liga de Diamante - Anniversary Games | Londres                | 16.ª                   | 5.000 metros           | 15:12,93 min.          |
| 2019                   | Campeonato Mundial de Atletismo      | Doha                   | 13.ª                   | 5.000 metros           | 14:59,95 min.          |
| 2021                   | Liga de Diamante - Bislett Games     | Oslo                   | 9.ª                    | 5.000 metros           | 15:10,00 min.          |
| 2021                   | Juegos Olímpicos                     | Tokio                  | 15.ª                   | 5.000 metros           | 15:12,09 min.          |

### Mejores marcas
| Disciplina    | Marca         | Lugar      | Fecha                 |
| ------------- | ------------- | ---------- | --------------------- |
| 1500 metros   | 4:10,70 min.  | Victoria   | 19 de junio de 2016   |
| 3000 metros   | 8:53,41 min.  | Lapinlahti | 28 de julio de 2018   |
| 5000 metros   | 14:57,07 min. | Portland   | 29 de mayo de 2021    |
| 10 kilómetros | 33:05 min.    | Hobart     | 23 de febrero de 2020 |
| Media maratón | 1:09:38 h.    | Marugame   | 2 de febrero de 2020  |